# Хойно (Ліпновський повіт)
Хойно (пол. Chojno, нім. Kienfeld) — село в Польщі, у гміні Хростково Ліпновського повіту Куявсько-Поморського воєводства.
Населення — 240 осіб (2011).
У 1975-1998 роках село належало до Влоцлавського воєводства.

## Демографія
Демографічна структура станом на 31 березня 2011 року:
|          | Загалом | Допрацездатний вік | Працездатний вік | Постпрацездатний вік |
| -------- | ------- | ------------------ | ---------------- | -------------------- |
| Чоловіки | 129     | 30                 | 83               | 16                   |
| Жінки    | 111     | 13                 | 64               | 34                   |
| Разом    | 240     | 43                 | 147              | 50                   |